# Commissione palestinese indipendente per i diritti del cittadino
La Commissione palestinese indipendente per i diritti del cittadino (in inglese: Palestinian Independent Commission for Citizen's Rights - PICCR) è stata istituita da un decreto di Arafat nel 1993, in qualità di Presidente della Palestina e Presidente del Comitato esecutivo dell'OLP. Compito della commissione è “to follow-up and ensure that different Palestinian laws, by-laws and regulations, and the work of various departments, agencies and institutions of the 
State of Palestine and the Palestine Liberation Organization meet the requirements for safeguarding human rights”.
Nel 1997, il Consiglio Legislativo Palestinese dell'Autorità Nazionale Palestinese adottò la Legge fondamentale al cui articolo 31 si stabilisce: “An independent Commission for Human Rights shall be established by law, which shall specify its formation, duties and jurisdiction.  The Commission shall submit its reports to the President of the National Authority and the Palestinian Legislative Council”.